# Comté de Nodaway
Le comté de Nodaway est un comté de l'État du Missouri aux États-Unis.

## Géographie

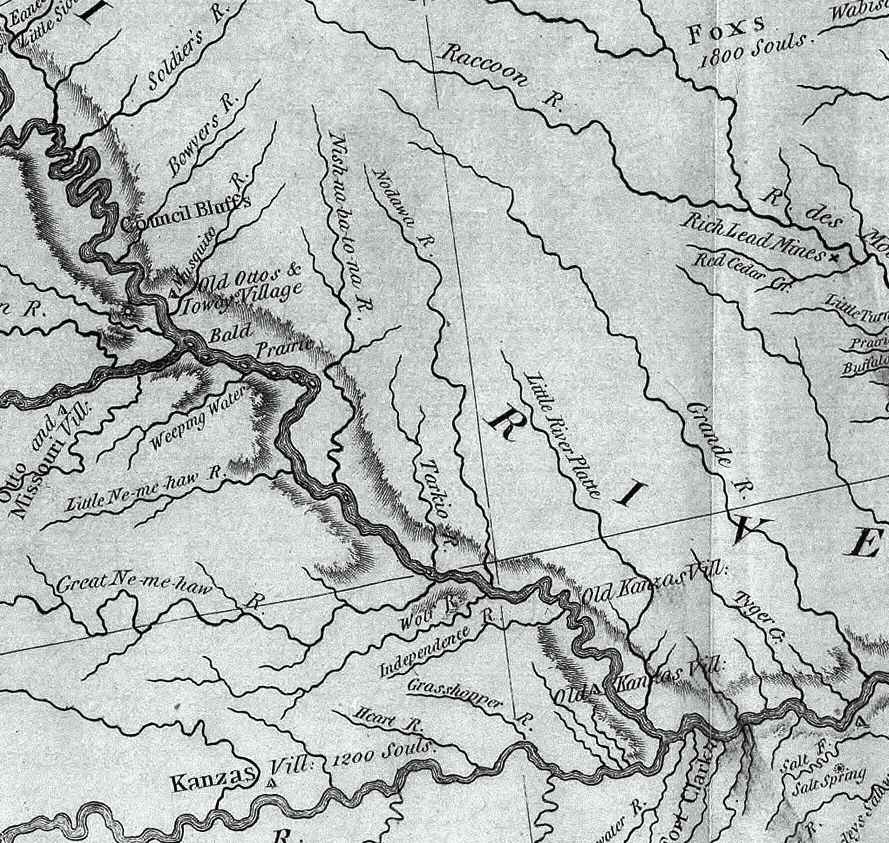
Le nord-ouest du Missouri, carte de 1814 de Lewis et Clark.

La superficie du comté de Nodaway est de 2 274 km2. C'est le quatrième plus grand comté du Missouri. Les plans d'eau représentent une superficie de 3 km2.
Le comté se situe à l'extrémité nord-ouest du Missouri et est mitoyen avec l'État de l'Iowa. Il est à 45 km du Nebraska.
Les comtés voisins sont, dans le sens rétrograde, ceux de Worth, Gentry, Andrew, Holt et Atchison.

### La rivière Nodaway
Elle se jette dans la rivière Missouri à Amazonia, dans le Missouri, à 252 m d'altitude.

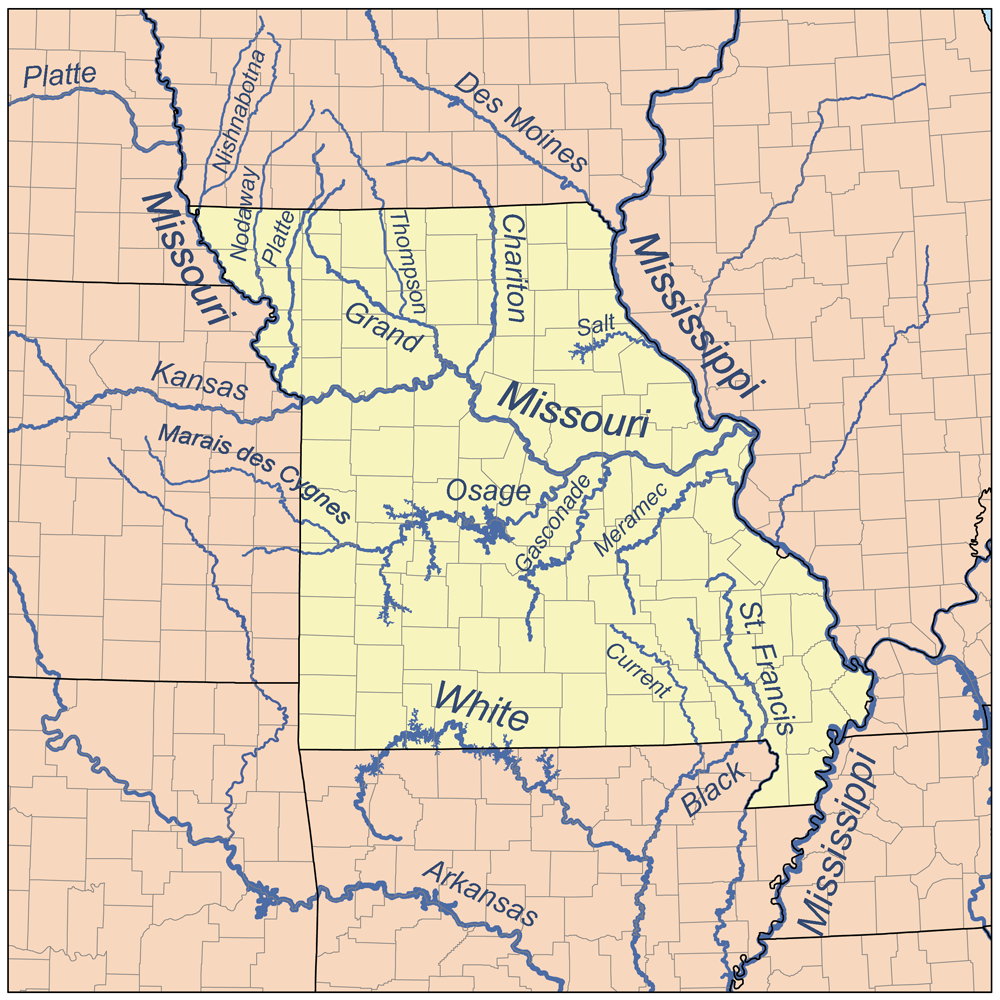
Les rivières du Missouri.

Aussi appelée Nodawa, elle s'étend sur 193 km dans le sud-est de l'Iowa et le nord-ouest du Missouri. Elle traverse les comtés de Page, dans l'Iowa, et ceux de Holt, Nodaway et Andrew dans le Missouri. Ses affluents sont la  West Nodaway River, en rive gauche, et la East Nodaway River, en rive droite. Elle prend sa source dans l'Iowa, à Clarinda, à 288 m d'altitude.

### Météorologie
Le comté est situé dans l'Allée des tornades et est frappé par de nombreuses tornades. Parmi celles-ci, on peut noter la tornade de force 4 du 10 avril 1979, qui détruit la ville de Braddyville, Iowa dans l'État voisin. Les deux plus grands bâtiments du comté, le bâtiment administratif de l'Université d'État du nord-ouest du Missouri et l'abbaye de Conception, ont tous deux été touchés. On admet que la tornade de Hopkins, en 1881, est la première tornade de force 5 enregistrée. 

## Histoire
Le comté de Nodaway est créé en 1845. Il tire son nom de la rivière Nodaway. Ce nom signifierait « placide » en pottawatomie, ou « traversé sans nécessiter de canoë », en sioux dakota, ou « serpent », dans la langue de diverses tribus. Par la superficie, le comté de Nodaway est le plus grand des comtés ajoutés au Missouri par l'achat de la Platte.

## Éducation

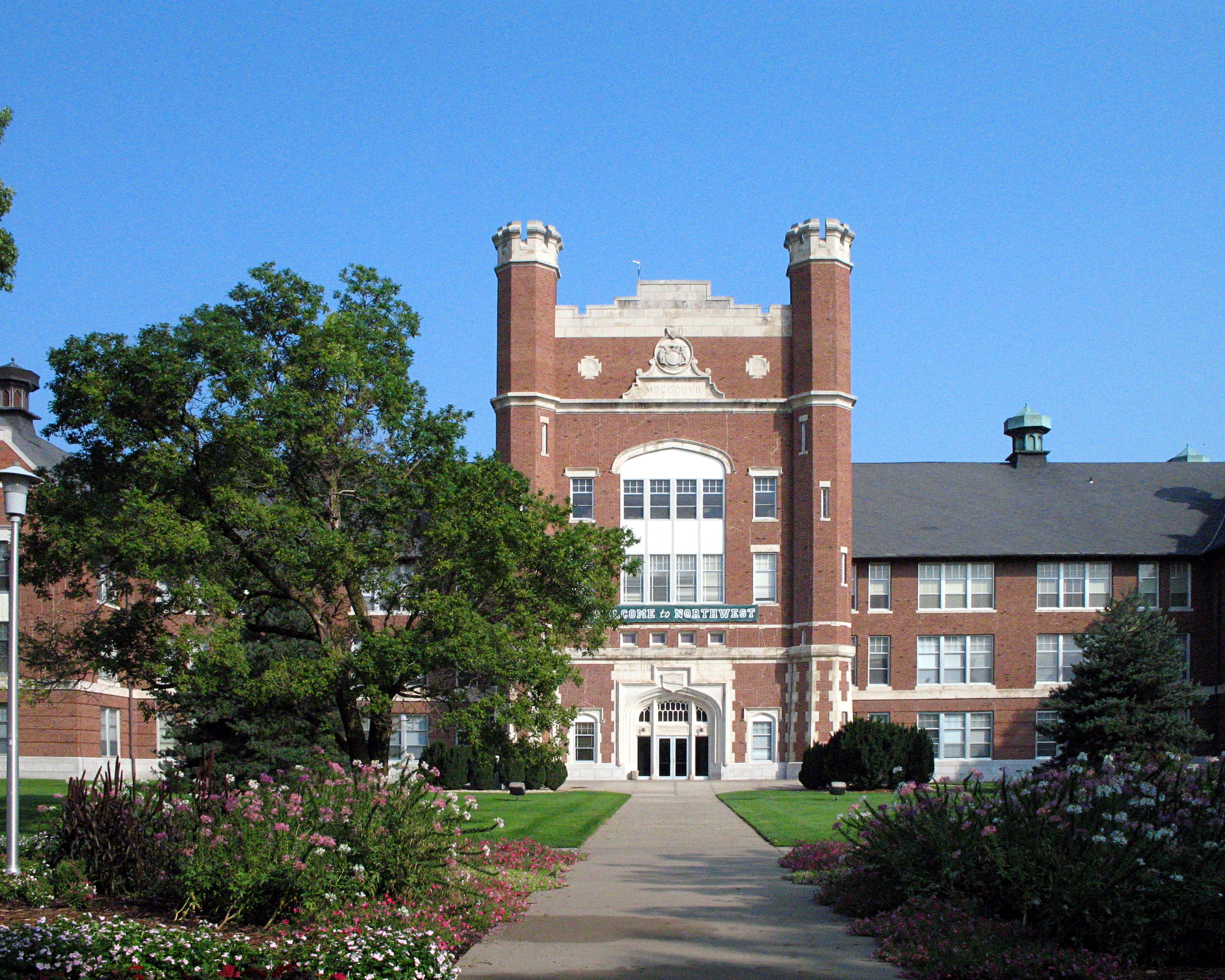
Bâtiment administratif de l'Université d'État du nord-ouest du Missouri (Northwest Missouri State University).

L'Université d'État du nord-ouest du Missouri (Northwest Missouri State University) abrite l'Arboretum de l'État du Missouri et une re-création du paysage de l'Exposition universelle de 1904 à Saint Louis.

## Démographie
La population est composée de 96,58 % de Blancs, 1,35 % d'Afro-américains, 0,23 % d'Amérindiens, 0,87 % d'Asiatiques, 0,02 % d'Océaniens et 0,21 % d'autres groupes ethniques. 0,74 % appartient à deux groupes ethniques ou plus. Il y a 0,71 % d'Hispaniques.
27,3 % des foyers ont des enfants de moins de 18 ans, 50,0 % sont constitués de couples mariés, 6,2 % des parents isolés et 40,8 % ne constituent pas des familles. 30,0 % des foyers sont constitués d'une personne seule, dont 11,6 % de plus de 65 ans.

Pyramide des âges (2000).

19,4 % de la population ont moins de 18 ans, 25,1 % entre 18 et 24 ans, 23,1 % entre 25 et 44 ans, 18,6 % entre 45 et 64 ans et 13,8 % ont plus de 65 ans. L'âge moyen est de trente ans. La population comporte 50,1 % de femmes et 49,9 % d'hommes. Pour les plus de 18 ans, la proportion passe à 50,8 % de femmes et 49,2 % d'hommes.

## Administration
Le siège du comté de Nodaway est Maryville. Le préfixe téléphonique est 001 660.

## Économie
Le revenu annuel moyen d'un foyer est 22 812 € (31 781 dollars), celui d'une famille 30 293 € (42 203). Les hommes ont un revenu annuel moyen de 20 380 € (28 388 dollars), les femmes de 15 268 € (21 267 dollars). Le revenu par habitant s'élève à 11 044 € (15 384 dollars). 16,5 % de la population et 8,3 % des familles vivent en dessous du seuil de pauvreté.

## Sport
Le comté de Nodaway est une région d'élevage de chevaux de course. Les entraîneurs Ben et Jimmy Jones, dont les chevaux ont gagné six courses du Derby du Kentucky et deux Triple Couronne y habitent.
L'équipe de football américain de l'Université d'État du nord-ouest du Missouri (Northwest Missouri State University) a participé à cinq championnats nationaux. Elle a gagné trois d'entre eux. Les matchs ont été retransmis par ESPN.

## Société

### Religion
Le juge de la Cour suprême Clarence Thomas suit les cours du séminaire de Conception. C'est là qu'il renonce à devenir prêtre. Le séminaire abrite une basilique mineure.
Le couvent des sœurs bénédictines de l'Adoration perpétuelle, à Clyde, abrite 550 reliques de saints, la plus grande collection des États-Unis.

## Personnalités liées au comté
- Homer Croy, originaire du comté, a chroniqué la vie dans celui-ci, durant les années 1920 et 1930, dans une série de livres, articles, films et pièces de Broadway.